# Journey
Journey er et amerikansk rock band dannet i San Francisco, kendt for en række hits i starten af 1980'erne. 

## Historie
Journey blev dannet da Santanas band blev opløst. I 1980 slog gruppen igennem med mega-hittet, "Anyway You Want It". Året efter i 1981 slog bandet igennem med det endnu større hit, "Don't Stop Believin'", der er blevet en kult-klassiker. Sangen har været brugt i alt ligefra Family Guy til Sopranos til The Late Show with David Letterman. 

## Diskografi

### Studiealbum
- Journey (1975)
- Look into the Future (1976)
- Next (1977)
- Infinity (1978)
- Evolution (1979)
- Departure (1980)
- Dream, After Dream (1980)
- Escape (1981)
- Frontiers (1983)
- Raised on Radio (1986)
- Trial by Fire (1996)
- Arrival (2001)
- Generations (2005)
- Revelation (2008)
- Eclipse (2011)
- Freedom (2022)